# Славко Бокшан
Славко Бокшан (Ђурђево, 15. јун 1889 — Београд, 6. фебруар 1953) био је југословенски и српски инжењер и научни радник на пољу електротехнике. Био је један од оснивача Радио Београда, а остао је познат и као један од најеминентнијих бораца за истину о Николи Тесли.

## Биографија
Славко Бокшан је био једно од деветоро деце Павла и Јулијане Бокшан (рођ. Мушицки). Одрастао је у Новом Саду, где је завршио основну школу и Српску велику гимназију, чији је био стипендиста. Матурирао је 1908. Студирао је електротехнику на берлинском техничком факултету, где је дипломирао 1913. По завршетку студија добио је место у фабрици „Круп”, а потом у фирми „Бергман”.
У мају 1941. године, по отпочињању Другог светског рата у Југославији, мађарски фашисти су му у Сомбору убили брата, проту Хаџи Димитрија, а у јануару 1942. у Новом Саду убили и бацили у Дунав најстаријег брата Милоша, адвоката и две сестре, Катицу, наставницу, и Косару, стоматолошкињу.
Био је ожењен Немицом Гертрудом Јариус, са којом је имао две ћерке, Косару и Јелену. Умро је у Београду 1953. године.

## Стручни и научни рад
Године 1915. Бокшан прелази у берлински „Сименс и Халске” где остаје све до 1920. заштићен од војне обавезе као аустријски поданик. Као представник „Сименса и Халскеа” 1921. долази у Београд и већ 1922. оснива сопствено предузеће „Инж. Славко Бокшан, машинско и електротехничко предузеће” познато по пословима на електрификацији. Подигао је електричне централе у Аранђеловцу, Битољу, Лозници, Неготину и другим градовима. Такође је радио и на одржавању електричних централа у Војводини. Поред практичног ангажовања радио је и на научном пољу. Пишући стручне чланке бавио се проблемима индустријализације, електрификације, електрицитета, звука, нуклеарне физике и др. Од 1924. започиње своју борбу за Николу Теслу, посветивши велику пажњу проучавању његовог живота и дела. Са неколико колега је 1927. године основао Радио Београд, тада Радио А. Д. – Београд. Године 1935. био је оснивач Друштва Никола Тесла – за унапређење науке и технике, а од 1941. до 1948. први уредник и сарадник часописа Наука и техника које је ово друштво издавало. Друштво је било иницијатор оснивања Института Никола Тесла 1939. године. Славко Бокшан био је први директор овог института. Такође је био и члан књижевног савета Матице српске од 1940. године.

## Борба за истину о Тесли
Славко Бокшан био је велики пријатељ и поштовалац Николе Тесле. Борба за истину о Тесли заузима најистакнутије место у његовом животу. Написао је десетак књига и низ чланака у којима је доказивао истину о овом великом научнику. Најзначајније Бокшаново дело је књига Nikola Tesla und sein Werk, објављена 1932. године у Бечу. Ова књига постала је веома популарна у целом свету и у научним круговима покренула је широку дискусију о патентном спору Тесла-Маркони. То је резултирало потпуном рехабилитацијом Теслиног имена и дела и поништењем Марконијевих патената у Патентном бироу у Вашингтону.
Осим кроз књиге Бокшан се за признање Теслиног рада борио и живом речју. Године 1936. био је један је од главних покретача прославе 80-годишњице рођења Николе Тесле, на којој се кроз говоре најпознатијих личности из света електротехнике снажно манифестовала истина о Тесли. После тога Бокшан путује по највећим европским центрима и држи предавања о Тесли, борећи се за победу истине о њему.
Приликом оснивања Института Никола Тесла Славко Бокшан, секретар Друштва Никола Тесла и први директор Института, добио је писмено одобрење Николе Тесле за коришћење његовог имена:
| „ | Слажем се сасвим јер сам осведочен судећи по сличном америчком искуству да ће Институт бити од велике користи. | ” |

### Књиге о Тесли
- Никола Тесла : живот и дела (1926)
- Никола Тесла и његов пионирски рад у електротехници (1930)
- Наш дуг Николи Тесли (1936)
- Никола Тесла и његова дела : поводом осамдесетогодишњице (1936)
- Педесет година примене Теслиних мотора и њихов значај за металургију (1938)
- Никола Тесла и његово дело : основи електротехнике, високих фреквенција и радиотехнике (1946; српски превод књиге Nikola Tesla und sein Werk из 1932)[7]
- Дело Николе Тесле : Полифазни систем произвођења, преношења, развођења и искоришћавања електричне енергије[8]